# Louis Jansen
Lodewijk Frank Willem (Louis) Jansen (* 27. August 1915 in Brummen; † 10. April 2010 in Oss, Niederlande) war ein niederländischer Kommunalpolitiker und langjähriger Bürgermeister.

## Biografie
Während des Zweiten Weltkrieges war er aktives Mitglied des niederländischen Widerstands gegen die Besatzung der Niederlande durch das Deutsche Reich und lebte zeitweilig im Untergrund.
Jansen wurde nach Kriegsende 1946 Bürgermeister (Burgemeester) von Cuijk in der Provinz Nordbrabant und übte dieses Amt bis 1960 aus. In dieser Zeit begann das Wachstum der Stadt mit der Entstehung des neuen Gewerbegebietes nach 1950.
1963 erfolgte seine Wahl zum Bürgermeister der ebenfalls in der Provinz Nordbrabant gelegenen Stadt Oss. Während seiner bis 1980 dauernden Amtszeit setzte er sich wiederum für die industrielle Entwicklung der Stadt ein.
Neben dem Ausbau des Wegenetzes wie dem Anschluss an den Rijksweg 50 nach Nijmegen 1975 erfolgte 1968 die Einweihung des Hafens zur Vervollständigung des 1963 gebauten Bürgermeister-Deelen-Kanals (Burgemeester Delenkanaal) zur Verbindung mit der Maas.
Für seine Verdienste wurde er 1969 mit dem Offizierskreuz des Ordens von Oranien-Nassau ausgezeichnet.